# Krîmka, Berdeansk
Krîmka (în ucraineană Кримка) este un sat în comuna Dolînske din raionul Berdeansk, regiunea Zaporijjea, Ucraina.

## Demografie
Componența lingvistică a localității Krîmka
     Ucraineană (74,01%)
     Rusă (16,74%)
     Germană (3,52%)
     Bulgară (2,2%)
Conform recensământului din 2001, majoritatea populației localității Krîmka era vorbitoare de ucraineană (74,01%), existând în minoritate și vorbitori de rusă (16,74%), armeană (3,52%), germană (3,52%) și bulgară (2,2%).